# Franz Boll (filologo)
Franz Johann Evangelista Boll (Rothenburg ob der Tauber, 1º luglio 1867 – Heidelberg, 3 luglio 1924) è stato un filologo classico e grecista tedesco.

## Biografia
Archivista alla Staatsbibliothek dal 1898 e successivamente docente a Würzburg (1903) e Heidelberg (1908), si occupò eccellentemente dell'astrologia greco-antica.
Oltre ad aver tradotto e curato le opere di Claudio Tolomeo ed altri astrologi greci nel poderoso Catalogus  Codicum  Astrologorum  Graecorum voluto da Franz Cumont, è ricordato per aver proposto la teoria che l'Apocalisse rappresenti la fine di un'eone.